# Aurelia maldivensis
Aurelia maldivensis är en manetart som beskrevs av Bigelow 1904. Aurelia maldivensis ingår i släktet Aurelia och familjen Ulmaridae. Inga underarter finns listade i Catalogue of Life.